# Stobitus spinipes
Genre
Espèce
Stobitus spinipes, unique représentant du genre Stobitus, est une espèce d'opilions laniatores de la famille des Podoctidae.

## Distribution
Cette espèce est endémique du Pahang en Malaisie.

## Description
Le mâle holotype mesure 4,5 mm.

## Publication originale
- Roewer, 1949 : « Über Phalangodidae II. Weitere Weberknechte XIV. » Senckenbergiana, vol. 30, p. 247–289.